# Koji (俳優)
Koji（コージ、1977年2月5日 - ） Koji Sueyoshiは、日本の俳優。旧芸名は末吉 宏司（すえよし こうじ）。東京都出身。かつてはフロム・ファーストプロダクション、メディアワークスS&Dプロモーションに所属していた。メキシコシティ在住。

## 略歴
- 1996年、映画『目を閉じて抱いて』にて末吉宏司名義で俳優デビュー[1]。
- 1998年、『星獣戦隊ギンガマン』でハヤテ / ギンガグリーン役で出演。
- 2000年から2006年まで、『八丁堀の七人』シリーズに古川一郎太役で出演。
- 2008年2月に現芸名Kojiに改名。
- 現在はメキシコシティに在住している。

## 人物
小学生時代は演劇クラブ、中学生時代はバスケットボール部、高校生時代はアメリカンフットボール部とボクシング部に所属していた。
趣味はバイク。映画『イージー・ライダー』に憧れ、17歳からハーレーダビッドソンに乗っている。自身のブログ「tatanka」という名前は愛車の呼称が由来。西岡竜一朗や鈴木飛雄とは深い親交があり、2人が経営しているバイク店『有限会社セレクテッド』の設立・サポートに協力している。また、後にKojiの愛車をフルレストアしたこともある。
『ギンガマン』出演以前は不良役が多かった。同作品に出演したことで、カメラの前で笑うことができるようになったという。また、変身後のスーツアクターを務めた竹内康博とは芝居の考え方のみならず食べ物の趣向なども一致していたと述べている。
『ギンガマン』での印象的な出来事として、第十章での岩の上で笛を吹くシーンを挙げている。またこの時、高所恐怖症だったとも答えている。

## 出演

### テレビドラマ
- 闇のパープル・アイ 第1・2話（1996年7月1日・8日、テレビ朝日） - 吉岡剛
- 名探偵保健室のオバさん 第6話「バレンタインに死を!? 謎のクッキー殺人‼」（1997年2月10日、テレビ朝日） - 金山浩平
- 星獣戦隊ギンガマン（1998年、テレビ朝日） - ハヤテ / ギンガグリーン
- GTOドラマスペシャル（1999年6月29日、関西テレビ）
- shin-D 夏色の恋（1999年8月3日 - 9月28日、日本テレビ） - 主演・高田雅也
- 悪いオンナ 地獄へのカクテル（1999年10月7日 - 28日、TBS） - 向井友也
- 八丁堀の七人 シリーズ（2000年 - 2006年、テレビ朝日） - 古川一郎太
- 花瀬ちなつの殺人スクープ（2000年6月30日、フジテレビ） - 山根アツオ
- shin-D 2度目の初恋（2000年7月3日 - 7月31日、日本テレビ） - 主演・岸亮介
- ストレートニュース 第8話「消えた報道マン！警察犯罪の罠」（2000年11月29日、日本テレビ） - 古賀丈二
- 信濃のコロンボ事件ファイル2・4（2002年5月22日・2003年9月3日、テレビ東京） - 木下真司
- 最後の弁護人 第3話「三つの事件と手首の包帯の謎涙の逆転裁判」（2003年1月29日、日本テレビ） - 前島昇
- きみはペット（2003年4月16日 - 6月18日、TBS） - 矢田吉夫
- 刑事調査官 玉坂みやこ（2003年7月11日、フジテレビ） - 加藤悟志
- 共犯者 第1・4話（2003年10月15日・11月5日、日本テレビ） - 佐藤隆次
- 怪談新耳袋3「教えて」（2004年5月、BS-i） - 山本信樹
- ケータイ刑事 銭形泪2 第11話（2004年6月13日、BS-i） - 猫田仙三
- 温泉へ行こうスペシャル（2004年11月10日、TBS） - 大川敬三 [5]
- 青春の門-筑豊篇-（2005年3月21日・22日、TBS） - 正次
- キソウの女2（2005年5月21日、テレビ朝日） - 倉田智明
- 水戸黄門36 第1話（2006年7月24日、TBS） - 深見十蔵
- 仮面ライダーW 第11・12話（2009年11月22日・29日、テレビ朝日） - 黒須サチオ
- 京都地検の女7 第5話「vs東京地検の男!! 京都鴨川西、小さな花屋に咲く奇跡」（2011年8月18日、テレビ朝日） - 久保田強

### 映画
- 目を閉じて抱いて（1996年7月13日公開、東北新社） - 七臣
- 恋は舞い降りた。（1997年5月17日公開、東宝） - マコト
- デボラがライバル（1997年8月9日公開、東映） - 岡部
- 実録・夜桜銀次1.2（2001年10月20日公開、東映） - 古田研一
- ヒットマン 明日への銃声（2014年1月4日公開、オールインエンタテインメント） - 岡正孝

### オリジナルビデオ
- 湘南武闘派高校伝1.2（1997-1998年） - 本田勉
- 湘南爆走族2 熱闘!アルバイト大作戦（1998年） - 石川晃
- 新・湘南暴走族 荒くれKNIGHT（1998年） - 天野
- スーパー戦隊シリーズ
  - 星獣戦隊ギンガマン ひみつのちえの実（1998年） - ハヤテ / ギンガグリーン
  - 星獣戦隊ギンガマンVSメガレンジャー（1999年） - ハヤテ / ギンガグリーン
  - 救急戦隊ゴーゴーファイブVSギンガマン（2000年） - ハヤテ / ギンガグリーン
- 実録・名古屋やくざ戦争 統一への道1.2.4（2003-2004年） - 竹之内照明
- 暗黒街の帝王 カポネと呼ばれた男1.2（2008年） - 村田敬一郎
- 極道の紋章5.8.9.10.11.12.13.14.15.16.17.18.19.20（2008-2013年）
  - 極道の紋章5（2008年） - 沖田連合組員 岸田
  - 極道の紋章8.9.10.11.12.13.14.15.16.17.18.19.20（2009-2013年） - 川谷組芝村組組員 長塚義弘
- 恐喝一代記（2008・2009年） - 大塚平太
  - 恐喝一代記1（2008年） - タクシードライバー
  - 恐喝一代記2（2009年） - 大龍一家義誠会組員
- 野望への挑戦（2009年） - 藤川勝夫（藤川不動産の息子）
- 侠宴 実録 阿形充規の半生（2009年） - 川内
- 新・鯨道 侠魂2（2009年） - 侠央会 森田慶介
- 標的 TARGET1.2（2009年） - 永野
- 鳳1.2.3.4（2009-2010年） - 三上祐次
- 喧嘩高校軍団 特攻!國士義塾VS.朝高（2009年） - 山下良晴（國士義塾高校應援団）
- 白竜7.9.10（2009-2010年） - 中野孝道
  - 白竜7（2009-2010年） - 銀星会幹部
  - 白竜9.10（2009-2010年） - 黒須組幹部
- 修羅の統一1.2（2009年） -  銀城会谷川一家堀内組 津山春夫
- 喧嘩の極意3（2009年） - 木本秀仁（暴走族「紅天狗」）
- 実録・悪漢（2009年） - 木島仙太郎
  - 実録・悪漢（2009年） - 明仁会幹部
  - 実録・悪漢 完結編（2009年） - 侠仁会幹部
- 実説・沖縄ヤクザ抗争 いくさ世アシバー 上原勇一1.2（2009年） - 上原秀次（勇一の実弟、コザ派→山原派）
- 木槿の花 もう一つの柳川組1.2（2009年） - 柳川小角
- 九州・激動の1520日 新・誠への道3（2009年） - 松木栄二
- 兄弟の墓場1.2（2010年） - 天吉組組員 赤祖父忍
- 実録・大阪ミナミの顔(ツラ)（2010年） - 本山武一
- 年少バトルロワイヤル（2010年） - 曽根明彦
- あにき1.2（2010年） - 豊島一家椿組 吉川亮介
- わが凶状半生1.2（2010年） - 主演・カズヤ
- 新・日本暴力地帯1.2（2010年） - 宮川組幹部 江島政夫（元・矢野組若中）
- 首領(ドン)を殺(と)れ（2010年） - 藪俊太郎
- ドブネズミのバラード（2010年） - 沢木
- 実録・若頭（2010年） - 三代目山神組谷健組幹部 中島幸久
- 裏盃の軍団（2010年） - 鬼島組組長 鬼島史郎
  - 裏盃の軍団1.2（2010年） - 大門組若頭補佐
  - 裏盃の軍団3（2010年） - 正木組若頭補佐
- ドラゴン（2010年） - 金原成一
- 新☆四角いジャングル（2010年） - 結城一郎
- さよなら夏休み（2010年） - 山田努
- 極秘潜入捜査官 D.D.T.2（2011年） - 日向アキラ
- 堕悪DARK1.2（2011年） - 小林
- バウンティハンター 1.2（2011年） - 西島純（刑事）
- 天獄の島1.2（2011年） - 上妻裕史
- 外道軍団（2011年） - 北川稔（仙波組組員堂島の舎弟）
- 外道坊1.2（2011年） - 正木（刑事）
- 不動1.2（2011年） - 関東木曜会江戸坂組組員→関東木曜会岸田組若頭 鳥井尚安
- マッドドッグ（2011年） - 中里真宏（少年時代）
- 事件 罠にはまる女たち（2011年） - 鈴木浩二
- 新・野望の軍団1.2.3（2011年） - 滝沢五郎
- テキ屋ガールズ（2011年） - 海野政宏
- この男たち、凶暴にて。（2011年） - 若い刑事
- 修羅の覇道（2011年年）全4作 - 中西光世
  - 修羅の覇道1.2.3（2011年） - 三代目京浜一家理事長補佐 中西組組長
  - 修羅の覇道 完結編（2011年） - 六代目眞皇会理事長補佐 四代目京浜一家理事長
- KANKIN 監禁（2011年） - 桂木ヒロミ
- アウトローズ（2011年） - 梨田譲司
- HOTEL FLOWERS（2011年） - 山下克史
- 極道忠臣蔵（2011年） - 池田真彦
- アンダーグラウンド（2011年） - 成瀬清人
- 艶密くノ一伝 葉月篇（2011年） - 秀正
- あしたのジョー（2011年） - 新聞記者
- 艶密くノ一伝 楓篇（2012年） - 秀正
- 新宿狼（2012年） - 平井良治
- BAD女（2012年） - 丑之助
- 許されざる者（2012年） - ケンジ
- 首領の道（2012-2014年）
  - 首領の道2（2012年） - 若槻組児島会 松原健
  - 首領の道8.9.10（2013-2014年） - 三代目連城組 古谷和宏(恭次のボディガード、半グレ)
- 中京統一戦線（2012年） - 相川豊
- ブラック・コネクション1.2（2012年） - マサノブ
- 凶という名の極道1.2.3（2012年） - 山本辰夫
- 白竜 ヒットラーの息子（2012年） - 中野孝道
- 激動の疵（2012年） - 吉田和也
- サムライ（2012年） - 本庄俊之
- 仁義の聖戦 ジャックナイフ（2012年） - 草野信彦
- 仁義の戦い（2012年） - 板倉組組員 武石直之
- 修羅の花道（2012年） - 稲村雄大（角二の実子）
- 日本犯罪史 欲望の穴（2013年） - 木村太郎
- ブラックフェイス（2013年） - 昴
- 荒らぶる侠（2013年） - 石野新也
- ルーザー（2013年） - 林
- 修羅の代償（2013年） - 高橋剛志
- チンピラ1.2（2013年） - 片岡直次郎
- 新・年少バトルロワイヤル1.2.3（2013-2014年） - 竹下陽介
- 新・喧嘩高校軍団 義士高vs民族高（2013年） - 明宗
- 日本統一1.2.3.4.5.6.7.8.9（2013-2015年） - 町田駿
- 代理戦争 やくざ×韓国マフィア（2013年） - 啓仁会内藤組組員 岩渕竜也
- 修羅よさらば（2013年） - 竜胆会組員 町村忍
- 不動の仁義（2013年） - 中田
- 抗争の挽歌（2013年） - 錦戸剛志
- フィクサー（2014年） - 川村勇作
- 盃外交（2014年） - 澤井一家組員 脇田健三
- ゲバルト2（2014年） - 小橋光雄
- 最後の極道（2014年） - 勝又新次（勝又組組長勝又新造の実子）
- 兄弟挽歌（2014年） - 高島組組員 名良橋和也
- 三代目代行3（2014年） - 大西ロベルト
- 関東極道連合会1.2.3.4.5（2014-2015年） - 国枝利秋（国士会会長守川の門弟）

### ゲーム
- アナザー・マインド（1998年、スクウェア） - 加賀亮介 役